# It's Showtime
It's Showtime är ett filippinsk TV-program som sänds på ABS-CBN sedan den 24 oktober 2009. Det är det andra liveunderhållningsprogrammet på Filippinerna som sänds i high definition. 

## Programledare
- Vice Ganda (2009–)
- Vhong Navarro (2009–)
- Anne Curtis (2009–)
- Karylle (2011–)
- Teddy Corpuz (2009–)
- Jugs Jugueta (2009–)
- Jhong Hilario (2012–)
- Ryan Bang (2012–)
- Amy Perez (2016–)
- Mariel Rodriguez (2016; 2018–)